# René Schickele
René Schickele (Obernai, 4 agosto 1883 – Vence, 31 gennaio 1940) è stato uno scrittore tedesco, di origini francesi.

## Biografia
Schickele nacque a Obernai, Alsazia, figlio di un proprietario di vigne e di una madre francese. Studiò letteratura, storia, scienza e filosofia (a Strasburgo, Monaco, Parigi e Berlino). Insieme a Otto Flake e Ernst Stadler pubblicò diverse riviste e poesie. Le sue opere sono caratterizzate dalla tensione tra la cultura francese e tedesca in Alsazia. Dopo la prima guerra mondiale, si trasferì a Badenweiler, rimanendo sempre appassionatamente impegnato nell'intesa tra la Germania e la Francia. A Badenweiler ha conosciuto Annette Kolb e Emil Bizer. Nel 1932 per evitare di essere arrestato dai nazisti emigrò a Sanary-sur-Mer nel sud della Francia. Scrisse un libro in lingua francese Le Retour (1938), esprimendo la sua delusione per il fallimento della riconciliazione tra Germania e Francia. Morì di insufficienza cardiaca a Vence pochi mesi prima dell'invasione dell'esercito tedesco.

## Opere principali
- Sommernächte. Straßburg 1902.
- Pan. Sonnenopfer der Jugend. Straßburg 1902.
- Mon Repos. Berlin, Leipzig 1905.
- Voltaire u. seine Zeit. Berlin, Leipzig 1905.
- Der Ritt ins Leben. Stuttgart, Berlin, Leipzig, 1906.
- Der Fremde. Berlin 1909.
- Weiß u. Rot. Berlin, 1910.
- Meine Freundin Lo. Berlin 1911. (Erweiterte Fassung 1931)
- Schreie auf dem Boulevard. Berlin 1913.
- Benkal der Frauentröster. Leipzig 1914.
- Die Leibwache. Leipzig 1914.
- Mein Herz mein Land. Leipzig 1915.
- Das Glück. Rudolstadt 1919.
- Der neunte November. Berlin 1919.
- Die Genfer Reise. Berlin 1919
- Wir wollen nicht sterben! München 1922.
- Ein Erbe am Rhein. Berlin 1925 (Späterer Titel: Maria Capponi; Band 1 von Das Erbe am Rhein).
- Symphonie für Jazz. Berlin 1925.
- Blick auf die Vogesen. Berlin 1927 (Band 2 von Das Erbe am Rhein).
- Der Wolf in der Hürde. Berlin 1931 (Band 3 von Das Erbe am Rhein)
- Die Witwe Bosca. Berlin 1933.
- Liebe und Ärgernis des D. H. Lawrence. 1935
- Die Flaschenpost. Amsterdam 1936.
- Le Retour. 1938.
- Werke in 3 Bänden, herausgegeben von Hermann Kesten. Köln, Berlin 1959.
- Überwindung der Grenze. Essays zur deutsch-französischen Verständigung. Herausgegeben von Adrien Finck. Kehl, Straßburg, Basel 1987. ISBN 3-88571-166-4
- Großstadtvolk Jahr: k.A.